# Tyrese Gibson
Tyrese Darnell Gibson, também conhecido como apenas Tyrese, (Los Angeles, 30 de dezembro de 1978) é um cantor de R&B, rapper e ator americano, é ex-modelo e VJ da MTV. Depois de lançar vários álbuns, ele inicia sua carreira cinematográfica, com papel  principais em vários filmes de Hollywood, incluindo Ruas Sangrentas - O Acerto Final, a série Fast and the Furious começando por + Velozes + Furiosos, a trilogia Transformers, O Voo da Fênix, Quatro Irmãos, e Baby Boy.

## Biografia
Tyrese nasceu e cresceu em Watts, Los Angeles, Califórnia.

## Carreira
Gibson ganhou destaque como ator quando ele estrelou em Baby Boy de John Singleton, em 2001. Gibson é mais conhecido por interpretar Roman Pearce em +Velozes e +Furiosos, a sequência de 2003 a Velozes e Furiosos ao lado do companheiro amigo e ator Paul Walker e Eva Mendes. Singleton, mais uma vez dirigiu o blockbuster e em 2005 eles colaboraram, pela terceira vez, quando Gibson co-estrelou o drama de ação-crime Quatro Irmãos ao lado de Mark Whalberg. Ele foi a estrela na cintura drama de ação profunda com Meagan Good.
Em 2007, Gibson conseguiu seu maior papel quando ele co-estrelou com Shia LaBeouf, eo elenco de Josh Duhamel, John Turturro, Megan Fox, Anthony Anderson e Jon Voight em Transformers, dirigido e co-produzido por Michael Bay. Steven Spielberg foi produtor executivo do filme e passou a fazer quase 710 milhões dólares americanos em todo o mundo. Em 2008, ele co-estrelou ao lado de Jason Statham em Death Race.
Gibson voltou mais uma vez para as continuações de Transformers, Transformers: A Vingança dos Derrotados (2009) e Transformers: Dark of the Moon (2011). Em 2011 ele retornou como Roman Pearce em Velozes e Furiosos 5, e interpretou o personagem novamente nos filmes Velozes e Furiosos 6 (2013) e Velozes e Furiosos 7 (2015). Velozes e furiosos 8 (2017) e também no último filme lançado da saga "Velozes e furiosos 9" (2021)

## Vida pessoal
Nos finais da década de 90, Tyrese fez estreia em uma linha de revistas muito famosa. Em 8 de maio de 2012, Tyrese lançou um livro, intitulado de How To Get Out of Your Own Way. Em 05 de fevereiro de 2013 Tyrese fez seu segundo livro chamado Manology: Secret's of Your Man's Mind. Em 2013 Tyrese disse estar preparando um outro livro chamado Black Rose.
Tyrese era grande amigo de Paul Walker que estrelaram juntos +Velozes e +Furiosos e ainda participaram de Velozes e Furiosos 5, Velozes e Furiosos 6 e Velozes e Furiosos 7. Em dezembro Tyrese colocou flores no local do acidente de Paul Walker e também chorou com a morte do seu melhor amigo. Tyrese junto com The Roots e Ludacris liberaram uma musica chamada "My Best Friend" logo apos o acidente de Paul Walker como um tributo.
Em 30 de dezembro de 2018, Tyrese declarou publicamente em suas redes sociais que é Cristão, onde ele fez um compromisso com ele mesmo e Deus.

## Discografia

### Álbuns
- 1998: Tyrese
- 2001: 2000 Watts
- 2002: I Wanna Go There
- 2006: Alter Ego
- 2011: Open Invitation
- 2013: Three Kings
- 2015: Black Rose

### Singles
| Ano  | Título                                              | Posições nas paradas | Posições nas paradas | Posições nas paradas | Álbum                            |
| Ano  | Título                                              | EUA Hot 100          | EUA R&B              | UK Singles Chart     | Álbum                            |
| ---- | --------------------------------------------------- | -------------------- | -------------------- | -------------------- | -------------------------------- |
| 1998 | "Nobody Else"                                       | 36                   | 16                   | 59                   | Tyrese                           |
| 1999 | "Lately"                                            | 28                   | 8                    | —                    | Tyrese                           |
| 1999 | "Sweet Lady"                                        | 12                   | 9                    | 55                   | Tyrese                           |
| 1999 | "The Best Man I Can Be" (com Ginuwine, R.L. & Case) | 67                   | 15                   | —                    | The Best Man (trilha sonora)     |
| 2001 | "I Like Them Girls"                                 | 24                   | 8                    | —                    | 2000 Watts                       |
| 2001 | "What Am I Gonna Do"                                | 78                   | 24                   | —                    | 2000 Watts                       |
| 2001 | "Just a Baby Boy" (feat. Snoop Dogg)                | 90                   | 40                   | —                    | 2000 Watts                       |
| 2003 | "How You Gonna Act Like That"                       | 7                    | 4                    | 13                   | I Wanna Go There                 |
| 2003 | "Signs of Love Makin'"                              | 57                   | 18                   | —                    | I Wanna Go There                 |
| 2003 | "Pick Up the Phone" (feat. R. Kelly & Ludacris)     | —                    | 65                   | —                    | 2 Fast 2 Furious (trilha sonora) |
| 2006 | "One"                                               | 122                  | 26                   | —                    | Alter Ego                        |
| 2007 | "Turn Ya Out" (feat. Lil Jon)                       | —                    | 70                   | —                    | Alter Ego                        |
| 2007 | "Nobody Do It Better" (feat. Keith Murray & Junior) | —                    | —                    | —                    | Rap-Murr-Phobia                  |
| 2009 | "Take Me Away" (feat. Pitbull & Kardinal Offishall) | —                    |                      | —                    | Open Invitation                  |

## Filmografia
- Love Song (2000) - Skip/Mad Rage
- Baby Boy (2001) - Joseph "Jody" Summers
- 2 Fast 2 Furious (2003) - Roman Pearce
- Flight of the Phoenix (2004) - A.J.
- Four Brothers (2005) - Angel Mercer
- Annapolis (2006) - Cole
- Waist Deep (2006) - O2
- Transformers (2007) - Sargento Robert Epps
- The Take (2008) - Adell Baldwin
- Death Race (2008) - Machine Gun Joe
- Transformers: Revenge of the Fallen (2009) - Sargento Robert Epps
- Legion (2010) - Kyle Williams
- Fast Five (2011) - Roman Pearce
- Transformers: Dark of the Moon (2011) - Sargento-chefe da USAF Robert Epps (2011)
- Fast & Furious 6 (2013) - Roman Pearce
- Black Nativity (2013) - Tyson
- Furious 7 (2015) - Roman Pearce
- Ride Along 2 (2016) - Mayfield
- Fast 8 (2017) - Roman Pearce
- Black and Blue (2019) - Mouse
- F9 (2021) - Roman Pearce
- Morbius (2022) - Simon Stroud
- Fast X (2023) - Roman Pearce

## Prêmios/indicações
- American Music Awards
  - 2000, Favorite New R&B/Soul Artist: (Vencedor)

- Black Movie Awards
  - 2006, Excepcional Performance por um Ator em um Papel Principal: Ruas Sangrentas - O Acerto Final (Indicado)

- Black Reel Awards
  - 2006, Melhor Conjunto: Quatro Irmãos (Indicado)
  - 2002, Melhor Canção: "Just a Baby Boy" para Baby Boy - O Dono da Rua c/ Mr. Tan & Snoop Dogg (Indicado)
  - 2002, Melhor Ator: Baby Boy - O Dono da Rua (Indicado)

- Grammy Awards
  - 2004, Melhor Performance de Vocal Masculino de R&B: "How U Gonna Act Like That" (Indicado)
  - 2000, Melhor Performance de Vocal Masculino de R&B: "Sweet Lady" (Indicado)

- Image Awards
  - 2002, Excepcional Artista de Hip Hop: 2000 Watts (Indicado)
  - 2002, Excepcional Ator em um Filme: Baby Boy - O Dono da Rua (Indicado)
  - 2002, Excepcional Performance em um Show de Variedades: The Tonight Show with Jay Leno (Indicado)

## Curiosidades
- em 2004 foi escalado para dar a voz ao personagem fictício "Carl Johnson" no jogo eletrônico Grand Theft Auto: San Andreas mas por conflitos de agenda, foi substituído pelo rapper e dublador Young Maylay.
  - Em fevereiro de 2010, participou do videoclipe do single "Telephone" de Lady Gaga com parceria de Beyoncé, atuando como o namorado de Beyoncé. O single alcançou o topo das paradas de vários países.